# Bomberman Ultra
Bomberman Ultra es un videojuego lanzado el 11 de junio de 2009 en los Estados Unidos. Es la tercera entrega de una trilogía de juegos descargables, siendo precedida por Bomberman Live siendo descargable con Xbox Live Arcade para Xbox 360 y por Bomberman Blast para la WiiWare.

## Personalización
Bomberman Ultra entrega a sus jugadores la posibilidad de personalizar a los personajes que éstos usen. La completa selección de trajes ya se encuentra disponible una vez que se comienza a jugar, dejando al jugador crear más de 150.000 combinaciones diferentes. Además, el juego cuenta con catorce diferentes escenarios donde poder efectuar las partidas.